# Giuseppe Vinci (pallamanista)
Giuseppe Vinci (Siracusa, 7 settembre 1966) è un ex pallamanista e allenatore di pallamano italiano.
Ha ricoperto per oltre vent'anni l'incarico di allenatore dell'Albatro Teamnetwork Siracusa. Nel 2012 entra a far parte dello staff della nazionale di pallamano maschile dell'Italia, prima dello staff dell'Under-18, e successivamente nel 2016 di quello della nazionale senior.

## Carriera

### Allenatore

#### Club
Giuseppe Vinci, con un passato da giocatore nell'Ortigia, e successivamente nei Vigili del Fuoco SR, comincia la sua carriera da allenatore fin da giovanissimo proprio con i VVFF, in B ed in serie A/2. Nel 2001 passa alla corte dell'Albatro Teamnetwork Siracusa, rimasta nel frattempo la massima espressione di pallamano di Siracusa, visti i fallimenti del C.C. Ortigia Siracusa e dei VVFF Siracusa. Mister Vinci, ricopre il ruolo di allenatore dei bianconeri ininterrottamente dal 2004, tranne un breve periodo in cui lasciò l'incarico della prima squadra al tecnico sloveno Tone Medved nella stagione 2010-2011. Nel corso di questi anni Vinci ha vinto 4 campionati di Serie B (stagioni 1995-1996, 2006-2007, 2012-2013 e 2018-2019) e 3 di Serie A2 (stagioni 2004-2005, 2011-2012 e 2019-2020).
Inoltre, nella sua carriera, ha partecipato a diversi campionati di massima serie con gli aretusei, portando la propria squadra a ridosso delle migliori nel panorama nazionale, disputando diverse fasi playoff scudetto, e come miglior risultato ottenuto, la semifinale nella stagione 2015-2016.
Nel 2022 lascia la panchina dell’Albatro dopo circa vent’anni di militanza.

#### Nazionale
Giuseppe Vinci ha fatto parte anche dello staff della Nazionale Italia di pallamano. Nello specifico, nel 2012 è stato convocato nello staff tecnico della nazionale U18, mentre nel 2016 come selezionatore dell'area Senior.

## Palmarès

### Allenatore

#### Club
- Serie A2 : 3
2006-2007
2012-2013
2019-2020

- Serie B : 4
1995-1996
2004-2005
2011-2012
2018-2019

- Coppa Sicilia : 2
2018-2019
2019-2020